# Mijaíl Kulaguin
Mijaíl Kulaguin (en ruso, Михаил Кулагин, Moscú, 4 de agosto de 1994) es un baloncestista ruso que pertenece a la plantilla del UNICS Kazan de la VTB United League. Con 1,88 metros de estatura, juega en la posición de escolta. Es hermano de su actual compañero de equipo Dmitri Kulaguin.

## Trayectoria deportiva

### Profesional
En 2006, con 12 años, entró a formar parte de las categorías inferiores del CSKA Moscú. En 2010 pasó al equipo juvenil del Triumph Lyubertsy, conjunto con el que debutó como profesional en su segundo equipo al año siguiente, disputando algún partido con el primer equipo tanto en liga como en Eurochallenge, situación que se repitió hasta la temporada 2013-14, en la que promedió 4,1 puntos y 2,7 rebotes por partido.
En 2014 se marchó cedido al Rossiya Novogorsk de la Superliga A, la segunda división del país, donde jugó una temporada en la que promedió 14,1 puntos y 4,5 rebotes por partido.
En 2015 fichó por el CSKA Moscú, equipo con el que ganó en su primera temporada la Euroliga y la VTB United League, promediando en ambas competiciones 4,2 puntos por partido.
En la temporada 2021-22, firma por el Nizhni Nóvgorod de la VTB United League. Al término de la misma, el 29 de junio de 2022 firma con el UNICS Kazan.

### Selección nacional
Es un habitual de la selección de Rusia en sus categorías inferiores, habiendo disputado el Campeonato de Europa sub-16 en 2010, en 2012 el Campeonato de Europa sub-18, en 2013 el Mundial sub-19, en el que tuvo una muy destacada actuación, promediando 14,4 puntos y 8,4 rebotes por partido, y finalmente participó en el Europeo Sub-20 en 2014.